# Stridsvogn
Stridsvognen er den tidligste og enkleste form for hestevogn brugt i krig og fred af mange folkeslag i antikken. Oksekærrer blev bygget af urindoeuropæere og blev også bygget i Mesopotamien så tidligt som 3000 f.Kr. Den oprindelige stridsvogn var hurtig let åben og tohjulet trukket af to eller flere heste forspændt ved siden af hinanden. Vognen et gulv med en halvcirkelformet afskærmning forrest, som når op til taljen. Vognen blev styret af en vognstyrer og blev brugt i krigsførelse i bronze- og jernalderen. Vognen blev også brugt til rejser, optog, i turneringer og til væddeløb, efter at den blev overflødig til militære formål.